# 2011-es magyar tekebajnokság
A 2011-es magyar tekebajnokság a hetvenharmadik magyar bajnokság volt. A bajnokságot május 8. és 9. között rendezték meg, a férfiakét Ózdon, a nőkét Székesfehérváron.

## Eredmények
| Versenyszám            | Arany                                            | Arany | Ezüst                                                     | Ezüst | Bronz                                                                | Bronz |
| ---------------------- | ------------------------------------------------ | ----- | --------------------------------------------------------- | ----- | -------------------------------------------------------------------- | ----- |
| Férfi napi egyéni      | Kiss Norbert Szegedi TE                          | 638   | Nemes Attila Zalaegerszegi TK                             | 610   | Boanta Claudiu Zalaegerszegi TK                                      | 606   |
| Férfi páros            | Kakuk Levente, Kiss Norbert Szegedi TE           | 1234  | Farkas Sándor, Nemes Attila Zalaegerszegi TK              | 1203  | Boanta Claudiu, Kiss Tamás Zalaegerszegi TK                          | 1185  |
| Férfi összetett egyéni | Kiss Norbert Szegedi TE                          | 1265  | Boanta Claudiu Zalaegerszegi TK                           | 1196  | Zapletán Zsombor KK Neumarkt                                         | 1181  |
| Női napi egyéni        | Drajkó Gabriella BKV Előre                       | 619   | Sajermann Nóra Rákoshegyi VSE                             | 612   | Airizer Emese Zalaegerszegi TE-ZÁÉV                                  | 601   |
| Női páros              | Szabó Márta, Csurgai Anita Zalaegerszegi TE-ZÁÉV | 1166  | Ficsorné Krakkó Éva, Nagyné Farkas Marianna Tatabányai SC | 1160  | Sajermann Nóra, Imre Viktória Rákoshegyi VSE, Szombathely-Perenye TK | 1155  |
| Női összetett egyéni   | Sajermann Nóra Rákoshegyi VSE                    | 1220  | Csongrádi Gyöngyi Ferencvárosi TC                         | 1203  | Drajkó Gabriella BKV Előre                                           | 1197  |